# Frederick William Danker
Frederick William Danker (Frankenmuth, 12 luglio 1920 – Saint Louis, 2 febbraio 2012) è stato un lessicografo, grecista e biblista statunitense.
Docente di Nuovo Testamento alla Lutheran School of Theology at Chicago, fu un eminente lessicografo del greco della Koinè per due generazioni di studenti. Collaborò con Felix Wilbur Gingrich in qualità di redattore del Bauer's Lexicon, dal 1957 alla seconda edizione del 1979. In seguito, fu l'unico redattore della terza edizione che aggiornò in base alle acquisizioni della ricerca più recente e che convertì nello standard SGML, favorendo l'usabilità, il miglioramento tipografico e la conversione del testo in formato elettronico.
Le precedenti edizioni del Bauer Lexicon erano essenzialmente traduzioni e adattamenti del dizionario tedesco di Walter Bauer in inglese. Denker firmò un'opera del tutto nuova cui, secondo William Varner, si dedicò 12 ore al giorno, 6 giorni alla settimana, per 10 anni.

## Biografia
Dopo aver frequentato il Concordia Seminary di Clayton si laureò con una tesi sulla funzione della parola ebraica הֶבֶל (hebel) all'interno del Libro del Qohelet. Successivamente, completò il dottorato in studi classici presso il Dipartimento di Studi Umanistici dell'Università di Chicago con una dissertazione intitolata Threnetic Penetration in Aeschylus and Sophocles. Oltreché per i tragici greci, mostrò un interesse particolare per Omero e Pindaro.
Dal 1954 in poi, Danker insegnò al Concordia Seminary della Chiesa luterana di Saint Louis. Nello stesso periodo si unì al gruppo di Arndt e Gingrich, collaborando alla seconda edizione del BAG, poi chiamata BAGD, per includere il riferimento al suo contributo editoriale . Nel 1974 lui e la maggioranza dei docenti del Concordia diedero vita al Concordia Seminary in Exile, noto anche come Seminex. Allo scioglimento volontario di quest'ultimo nel 1983, Danker scelse di andare alla Lutheran School of Theology di Chicago, dove insegnò fino al suo pensionamento nel 1988. Iniziò quindi il suo lavoro sul BDAG, al termine del quale il lessico fu finalmente pubblicato nel 2000.

## Premi e riconoscimenti
Nel 2004 un festschrift dal titolo Biblical Greek Language and Lexicography: Essays in Honor of Frederick W. Danker fu pubblicato per celebrare l'opera di Danker, inclusi 18 saggi sulla lingua greca biblica e la lessicografia.

## Depositum di Frederick W. Danker
La biblioteca personale di Frederick W. Danker si trova presso l'Overton Memorial Library (OML) nel campus della Heritage Christian University di Florence, nello stato dell'Alabama. Nell'aprile 2010 lo stesso Danker informò il personale dell'OML della propria intenzione di donare tutta la biblioteca e le proprie carte all'istituto. Il trasferimento durò fino a poco tempo dopo la morte Danker nel febbraio 2012. L'archivio raccoglie corrispondenza personale, scritti pubblicati e inediti di Danker, nonché cimeli della sua casa e del suo ufficio.

## Opere
- A Greek-English Lexicon of the New Testament and Other Early Christian Literature. 3d ed. University of Chicago Press. ISBN 978-0-226-03933-6.
- The Concise Greek-English Lexicon of the New Testament ISBN 0-226-13615-9.
- 2 Corinthians - Augsburg Commentary on the New Testament ISBN 0-8066-8868-8.
- Benefactor: Epigraphic Study of a Graeco-Roman and New Testament Semantic Field ISBN 0-915644-23-1.
- A Century of Greco-Roman Philology Featuring the American Philological Association and the Society of Biblical Literature ISBN 0-89130-986-1.
- Creeds in the Bible (Biblical monographs) ASIN: B0006BOYBE.
- Invitation to the New Testament Epistles IV: A commentary on Hebrews, James, 1 and 2 Peter, 1, 2.
- Multipurpose Tools for Bible Study ISBN 978-0-8006-3595-4.
- Jesus and the New Age: A commentary on St. Luke's Gospel ISBN 0-800-62045-3.